# Найменший у світі сайт
Найме́нший у сві́ті сайт — сайт, розміщений за адресою guimp.com. Автор — Alan Gerard Outten. Сайт створено у 2002 році. З часу заснування його відвідали 5 мільйонів користувачів[джерело?].

## Технології
Для реалізації мінісайту було обрано технології HTML та FLASH. Сайт зроблено за допомогою табличної верстки із використанням javascript. Зображення — у форматі GIF, що дозволяє робити анімацію.

## Рубрикація
- Blog — мінімалістичний блог автора. У блозі текст затиснутий форматом, тому зазвичай увесь пост — це одне слово або малюнок. Наприклад, «3D» означає, що автор сходив у кіно, «novel» — читає книгу тощо.
- News — новини та мініігри. Серед ігор можна відзначити міні-пінг-понг, міні-гонки Формули 1, міні-квест, міні-хрестики-нулики, міні-синтезатор звуку.
- Show — творчий доробок автора. Серед робіт є як анімовані, так і неанімовані малюнки.
- Art — картини видатних художників у форматі 18 × 18 пікселів.
- Fame — фотографії видатних людей у форматі 18 × 18 пікселів.
- Link — посилання на сайти, переважно тематики піксельного мистецтва.
- Haiku — хайку автора. Хайку також затиснуті форматом, тому слова в них складаються з літер, які не містять вічок.
- Search — пошук по сайту. Пошук здійснює Google.com
- Cam — несправжня вебкамера. Ефект камери реалізовано за допомогою анімованого GIF-файлу.
- Shop — посилання на інтернет-магазин. У ньому можна придбати футболки та чашки зі сторінками сайту.